# Theodor Schaefer
Theodor Schaefer (23. ledna 1904 Telč – 19. března 1969 Brno) byl český hudební skladatel a pedagog.

## Život
Otec skladatele byl ochotnický herec, překladatel a amatérský hudebník. Syn hrál na housle od čtyř let a velmi brzy komponoval. Mezi jeho rané skladby patří např. písně na texty Jana Nerudy, Jaroslava Vrchlického a Petra Bezruče. Maturoval na gymnáziu v Telči a poté studoval na brněnské konservatoři skladbu u Jaroslava Kvapila a dirigování u Františka Neumanna. Absolvoval v roce 1926 a dále pokračoval na mistrovské škole v Praze u Vítězslava Nováka.
Učil nejprve na městské hudební škole v Kutné Hoře. V roce 1934 přišel do Brna a učil na Kaprálově hudební škole. V roce 1939 se oženil a o rok později se stal profesorem hudební teorie a kompozice na brněnské konzervatoři a přednášel hudební vědu na Filozofické fakultě Palackého univerzity v Olomouci. Konečně od roku 1959 až do své smrti byl pedagogem Janáčkovy akademie múzických umění v Brně. Vychoval celou řadu významných skladatelů (Pavel Blatný, Ctirad Kohoutek, Alois Piňos, Zdeněk Pololáník a další). Byl rovněž mentorem skladatelky Vítězslavy Kaprálové. Za války ukrýval její skladby.
Věnoval se rovněž organizační činnosti a popularizaci hudby. V době svého působení v Kutné Hoře byl sbormistrem pěveckého spolku Tyl. V Brně pak řídil sbor Sokola Brno I, Brněnské orchestrální sdružení a byl prvním předsedou festivalového výboru Mezinárodního hudebního festivalu v Brně. Také byl znám jako perfektní notograf. Jeho noty byly "jako tištěné". Psal pro ČHF i partitury dalších skladatelů.

## Styl
Schaeferova hudba vyniká věcností, komplexností struktur, tonální rozvolněností, sklonem k neoklasicismu a experimentátorstvím v oblasti formy a tónového materiálu. Schaefer jako hudební teoretik propracovával během svého života řadu přístupů ke kompozici, operoval s umělými mody a používal vlastní tzv. diatematický princip, kterým v zásadě odmítal reprízovost formy, ale snažil se naopak v závěru kompozic exponovat nový materiál coby významový vrchol díla. 

## Dílo

### Orchestrální skladby
- Stvoření (symfonická báseň, absolventská práce na konzervatoři, 1926)
- Passacaglia a fuga pro velký orchestr (1927)
- Tři české tance ve starém slohu (1930)
- Houslový koncert op. 4. (1933)
- Scherzo Piccolo op. 9. (1937)
- Klavírní koncert s orchestrem op. 10. (1943)
- Valašská serenáda pro orchestr op. 12. (1939)
- Baladická předehra op. 15. (1939)
- Zimní kantáta, op. 19 pro soprán, smíšený sbor a orchestr (text Kamil Bednář). (1945)
- Sinfonia pastorale concertanta alla maniera di stile classico op. 23 (1954)
- Taneční suita z baletu Legenda o štěstí pro velký orchestr op. 23. (1958)
- Diathema pro sólovou violu a orchestr op. 24. (1956)
- Symfonie pro velký orchestr op. 25. (1961)
- Barbar a růže op. 27. (1959).
- Rapsódická reportáž op. 28. (1960)

### Komorní skladby
- Smyčcový kvartet č. 1, d moll, op. 2 (1929)
- Suita pro hoboj a klavír (1930)
- Dechový kvintet, op. 5., věnovaný Marii Rumunské, s třetí větou coby pohřebním pochodem věnovaným Alexandru I. Karađorđevićovi získal druhou cenu (nejvyšší udělenou) v mezinárodní skladatelské soutěži Revue Musicale de Paris v roce 1936 (v porotě byli skladatelé Albert Roussel a Darius Milhaud).[1]
- Romantické skladby, op. 7, cyklus skladeb pro klavír (1936)
- Klavírní etudy, op. 8 (1937)
- Klavírní etudy, op. 11 (1938)
- Index, op. 13. pro klavír (1938)
- Smyčcový kvartet č. 2, op. 16 (1941)
- Elegie za Zdeničku, op. 20 (1944)
- Smyčcový kvartet č. 3, op. 21 (1945)
- Divertimento mesto, op. 22 (oktet, 1947)
- Cigánovy housle, op. 29 (na námět básně Jaroslava Vrchlického, 1961)
- Tři smyčcové kvartety (bez opusového čísla)

### Vokální skladby
- Anemonky (mužský sbor, text J. Vrchlický)
- Ukolébavka (text L. Beková) (1931)
- Podivný svět (cyklus 5 písní pro tenor a klavír, 1926)
- Rašení (text F.S. Procházka)
- Sežloutla ta lípa; Hvězdám (text J. Vrchlický)
- Balada horská; Balada dětská (text J. Neruda)
- Červený květ (text P. Bezruč)
- Má matka hrála (text K. Hlaváček)
- Jaro přichází, op. 1. Tři písně pro ženský hlas a klavír
- Poštovní schránka. Smíšený sbor na slova Jiřího Wolkera, op. 3.
- Tři mužské sbory, op. 14. (1939)
- Vlast Libušina, Op. 17. Tři ženské sbory a cappella (1940)
- Milostné balady, op. 18. Pět písní pro ženský hlas a klavír, text Karel Kapoun (1943)
- Dva madrigaly, op. 26. Ženské sbory a capella na texty Elišky Krásnohorské, 1957),
- Bithematicon, op. 31. Čtyři skladby pro baryton a klavír (1967)

### Jevištní díla
- Legenda o štěstí, op. 23. (balet, 1953)
- Julie aneb Snář (melodram, 1934)
- Mauglí. (Scénická hudba k divadelní hře podle Rudyarda Kiplinga; klavír, 1932)
- Honza dobrák. (Dětská opera, 1923)
- Švanda dudák. (Dětská opera, 1925)
- Jura (scénická hudba; text B. Plumlovská, 1921)

### Nedokončená díla
- Glosae instrumentale, op. 32 pro 2 klavíry a komorní soubor
- Světské requiem, op. 33.